# Domingo Correa Expósito
Domingo Correa Expósito   (1943 - 4 de novembre de 1977) conegut amb el nom artístic de Mingo, va ser un dibuixant de còmics, guionista, publicista i humorista gràfic.

## Biografia
Domingo Corretja va col·laborar amb l'Editorial Bruguera durant els anys seixanta i setanta del segle xx, aportant sèries com a Don Tiburcio ("El DDT", 1967), Sandalio ("Din Dan", 1968) o Don Lucas ("Din Dan", 1970), així com seccions d'acudits. També va treballar per a revistes com a "Gaceta Junior", "La PZ", "Mata Ratos", "Pepe Cola" o "TBO", on el seu últim treball va aparèixer el gener de 1978, perquè Mingo havia mort dos mesos abans.
Domingo Corretja Expósito, era germà del també dibuixant, Antonio Correa Expósito (190-2003), També era dibuixant de còmics majoritàriament dels generes; romàntic i d'acció.